# Særk
Særk, underkjole af silke eller hør-lærred.
I tidligere tider af almuekvinder anvendt som egentlig (arbejds)kjole.